# آمازون ایر
آمازون ایر (انگلیسی: Amazon Air) شرکت هواپیمایی آمریکایی است، که در سال ۲۰۱۵ توسط شرکت آمازون تأسیس شد و هم‌اکنون مالک ناوگانی از ۹۵ فروند هواپیما می‌باشد.